# Зоммер, Николай Иванович
Николай Иванович Зоммер (19 апреля 1824, Саранск, Пензенская губерния — 27 сентября 1847, Казань) — русский востоковед, воспитанник Казанского университета.

## Биография
Родился в семье преподавателя рисования Саранского уездного училища. В 1837—1841 годах обучался в Первой Казанской гимназии, где изучал китайский и монгольский языки. В 1841—1845 годах обучался на кафедре монгольской словесности Первого отделения философского факультета Казанского университета под руководством И. П. Войцеховского (у которого освоил маньчжурский язык), о. Даниила (Сивиллова), А. В. Попова (у последних учился ещё в гимназии). В 1843 году секретарь Академии наук Х. Д. Френ обратился к попечителю Казанского учебного округа графу М. Н. Мусин-Пушкину с просьбой приискать среди студентов восточного отделения талантливого синолога для работы в Петербурге. По распоряжению Мусина-Пушкина, в 1844 году О. М. Ковалевским была составлена специальная программа подготовки Зоммера как будущего адъюнкта Академии наук. 20 июня 1845 года он защитил исследование «Об основаниях новой китайской философии», по результатам чего 20 декабря того же года получил степень кандидата восточной словесности. В декабре 1845 года кандидатская работа Н. И. Зоммера была направлена на отзыв Вильгельму Шотту; исследование получило лестный отзыв немецкого синолога. Дальнейшая работа Н. И. Зоммера осуществлялась в тесном контакте с Санкт-Петербургской академией, из хранилищ которой высылались в Казань книги для занятий магистранта. С 10 февраля по 15 марта 1847 года Зоммер успешно держал испытания перед публичной защитой магистерской диссертации по теме «Взгляд на успехи философии в Китае с древнейших времён до настоящего времени, на борьбу школ философских и на влияние их на жизнь Китая», но 27 сентября того же года скончался во время холерной эпидемии в возрасте 23 лет. Магистерская его диссертация, видимо, утрачена. Кандидатская работа Зоммера была опубликована в 1852 году и впервые переиздана в 2009 году.

## Содержание работы Зоммера
Статья Зоммера «Об основаниях новой китайской философии» была первым в России исследованием неоконфуцианства. План работы выглядит следующим образом (пагинация по изданию 1852 г.):
Введение:
- С. 109—111. Классическое конфуцианство.
- С. 112—113. Состав конфуцианского Четверокнижия.
- С. 113—115. Состав Пяти канонов конфуцианства.
- С. 115—117. Европейские переводы конфуцианских канонов.
- С. 117. Опровержение даосизма как еретического учения.
- С. 117—120. Описание борьбы конфуцианства с даосизмом и буддизмом, общие основания неоконфуцианства (от Чжоу Дунь-и до Чжу Си).
- С. 120—122. Источники и литература, цели и задачи работы.

Часть I: онтология
- С. 123—126. Учение о Тай-цзи.
- С. 126—128. Учение о ци и ли.
- С. 128—133. Учение об Инь и Ян и Пяти стихиях У-син.
- С. 134—135. Учение о воле Неба.
- С. 136—140. Учение о син-природе. Обоснование атеизма неоконфуцианской философии.

Часть II: спиритология и психология
- С. 140—143. Учение о гуй и шэн.
- С. 144—146. Учение о душах хунь и по.
- С. 147—152. Учение о природе человека, неоконфуцианская психология.

Часть III: антропология и социология
- С. 152—155. Конфуцианские добродетели, смысл жизни.
- С. 156—159. Дао человека. Учение о совершенномудрых, святых и цзюнь-цзы. Буддийские параллели.
- С. 159—162. Неоконфуцианская педагогика.
- С. 162—165. Пять типов межчеловеческих отношений. Обязанности государя и высших сановников. Сыновняя почтительность.
- С. 165—166. Неоконфуцианское отношение к женщине.
- С. 166. Китайские формы учтивости.
- С. 167. Заключение: невозможность сопоставления неоконфуцианства с европейскими философскими системами.

Зоммер полемизировал со всеми ведущими синологами того времени, включая Абеля-Ремюза (1788—1832) и С. Жюльена (1797? — 1873).

## Некоторые факты
- Отец Зоммера в 1793 году окончил Московский кадетский корпус[уточнить], но всю свою жизнь был учителем рисовального искусства в Саранске. Его брат — дядя Зоммера, преподавал немецкий язык в Пензенской гимназии.
- Зоммер был принят в Казанскую гимназию на достаточно жёстких условиях: после её окончания он был обязан шесть лет служить по линии Министерства народного просвещения на месте, ему указанном.
- Программа обучения Зоммера предусматривала его командировки в Париж и Кяхту после защиты магистерской диссертации.
- В университете Зоммер получал содержание 142 руб. в год, причём одна копейка с рубля отчислялась в фонд пенсионного накопления.
- Название статьи Зоммера в словаре Брокгауза и Ефрона дано с искажением: «Об основаниях китайской философии».